# Sanne van Dijke
Sanne van Dijke (ur. 21 lipca 1995 r. w Heeswijk-Dinther) – holenderska judoczka, mistrzyni Europy.